# پاولانا شاسنی
پاولانا شاسنی (انگلیسی: Pavlína Ščasná؛ زادهٔ ۳ آوریل ۱۹۸۲) بازیکن فوتبال اهل جمهوری چک است.
از باشگاه‌هایی که در آن بازی کرده‌است می‌توان به باشگاه فوتبال زنان بایرن مونیخ، باشگاه فوتبال اسپارتا پراگ، باشگاه فوتبال کیف اوربرو دی‌اف‌اف، و باشگاه فوتبال روزنگرد اشاره کرد.
وی همچنین در تیم‌های ملی فوتبال زنان جمهوری چک بازی کرده‌است.